# Sumida-ku

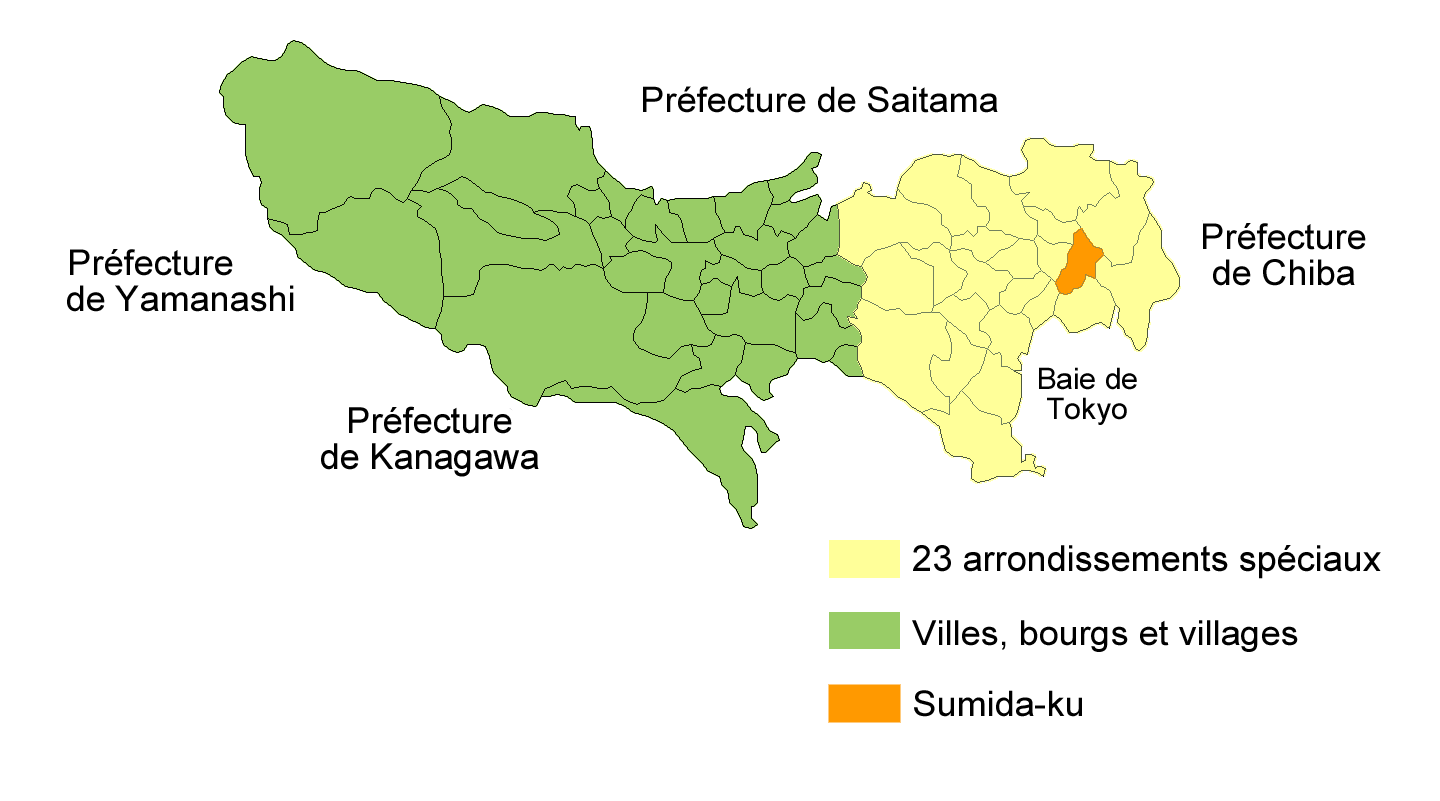
Situation de Sumida-ku dans la préfecture de Tokyo.

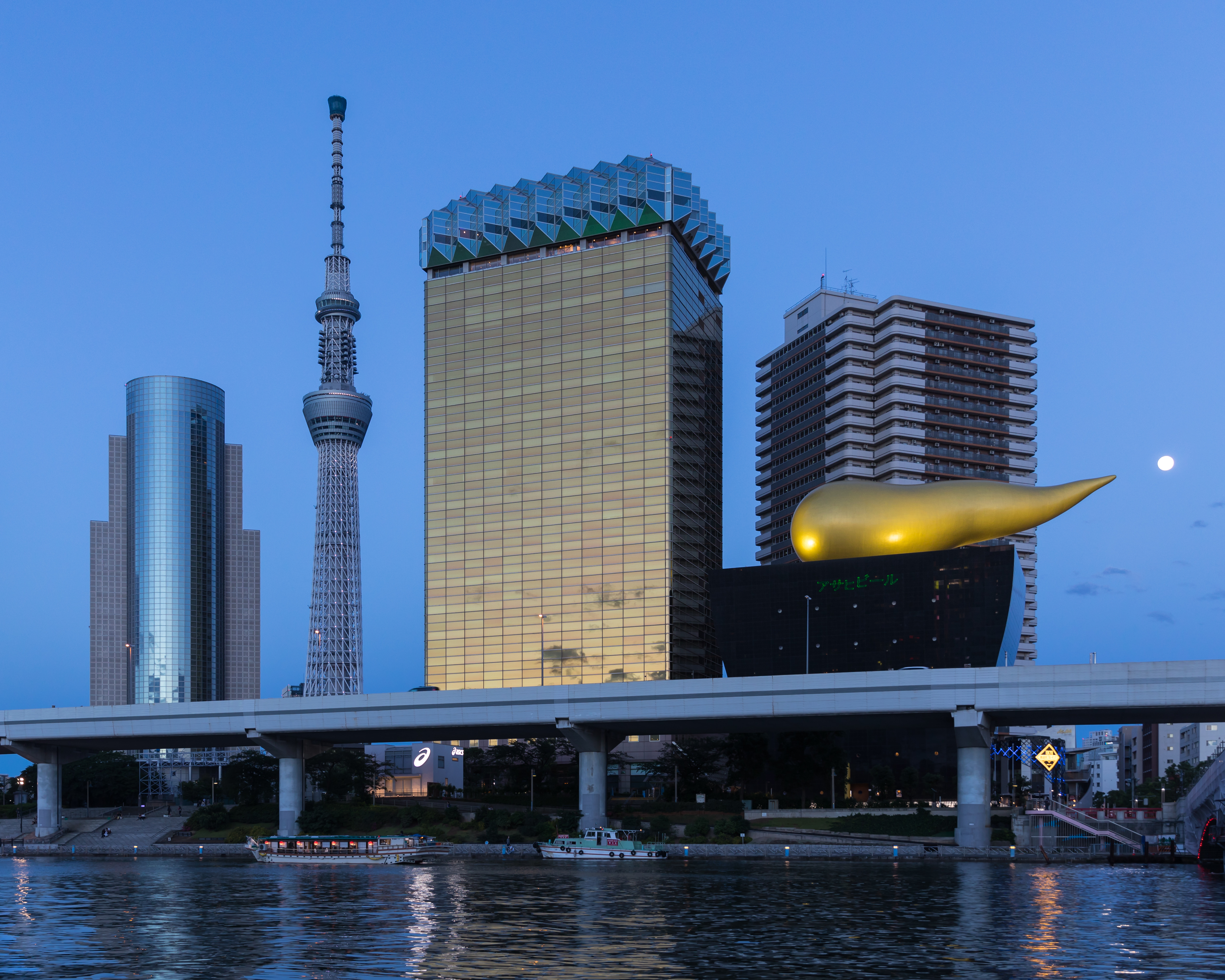
Le bâtiment principal de Asahi Breweries avec la Flamme Asahi (également nommée Super Dry Hall, ou Flamme d'Or) conçue par Philippe Starck sur le hall Asahi Beer, et le Tokyo Skytree, depuis le quai au bord du fleuve Sumida près du pont Azuma, à l'heure bleue avec la pleine lune, Sumida-ku, Tokyo, Japon.

Sumida (墨田区, Sumida-ku) est un des vingt-trois arrondissement spéciaux (区, ku) à Tōkyō, au Japon. L'arrondissement a été fondé le 15 mars 1947 par la fusion des arrondissements de Honjo et Mukojima. La population de l'arrondissement est de 240 296 habitants pour une superficie de 13,75 km2 (2008).

## Quartiers
- Kinshichō (錦糸町?)
- Ryōgoku (両国?)
- Honjo (本所?)

## Transport

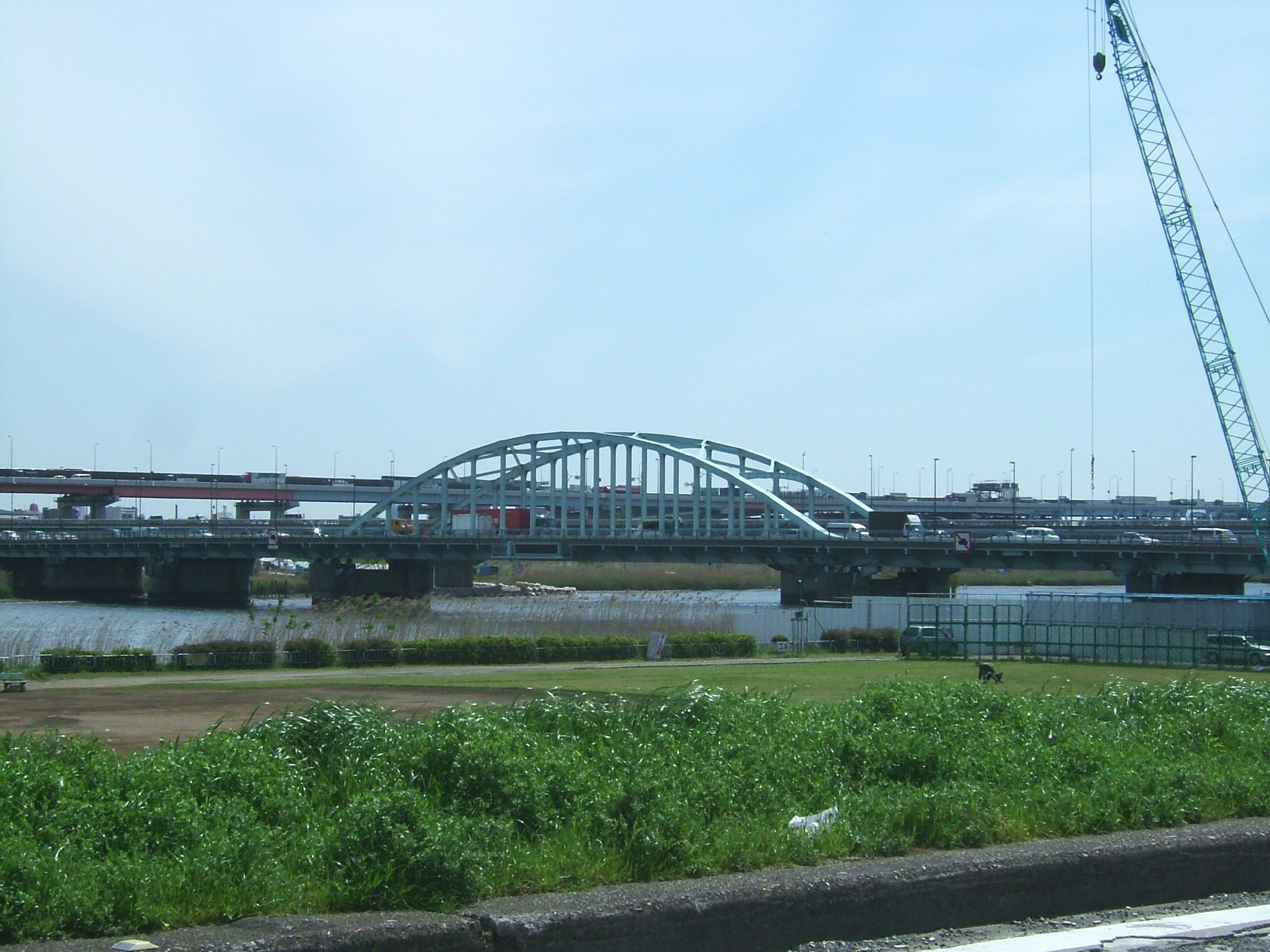
Pont Yotsugi.

### Rail
- JR East
  - ligne Chūō-Sōbu : gares de Kinshichō et Ryōgoku

- Tōbu
  - ligne Skytree : gares de Tokyo Skytree, Oshiage, Hikifune, Higashi-Mukōjima, Kanegafuchi
  - ligne Kemeido : gares de Hikifune, Omurai et Higashi-Azuma

- Keisei:
  - ligne Oshiage : gare d'Oshiage, Keisei Hikifune et Yahiro

- Tokyo Metro :
  - Hanzōmon : stations Kinshichō et Oshiage

- Toei
  - ligne Asakusa : stations Honjo-Azumabashi et Oshiage
  - ligne Shinjuku : station Kikukawa
  - ligne Ōedo : station Ryōgoku